# Артониомицеты
Артониомицеты (лат. Arthoniomycetes)  — класс аскомицетовых грибов. Содержит два порядка Артониевые и Лихеностигмовые.
Большинство таксонов этих порядков произрастают в тропиках и субтропиках.

## Систематика
Филогенетический анализ подтверждает монофилию этого класса. Дотидеомицеты является сестричной группой.

## Порядки
- Arthoniales Henssen ex D. Hawksw. et O.E. Eriksson, 1986 — Артониевые
- Lichenostigmatales Ertz, Diederich et Lawrey, 2014 — Лихеностигмовые